# Frontera entre Itàlia i Suïssa
La frontera entre Itàlia i Suïssa es la frontera internacional entre Itàlia, estat membre de la Unió Europea i de l'Espai Schengen, i Suïssa, que no forma part de la Unió Europea però sí de la Zona Schengen. Separa les regions italianes de la Vall d'Aosta, Piemont (províncies de Verbano-Cusio-Ossola i Vercelli), Llombardia (províncies de Varese, Como i Sondrio) i Trentino - Alto Adige (Tirol del Sud dels cantons suïssos de Valais, Ticino i Grisons.

## Traçat

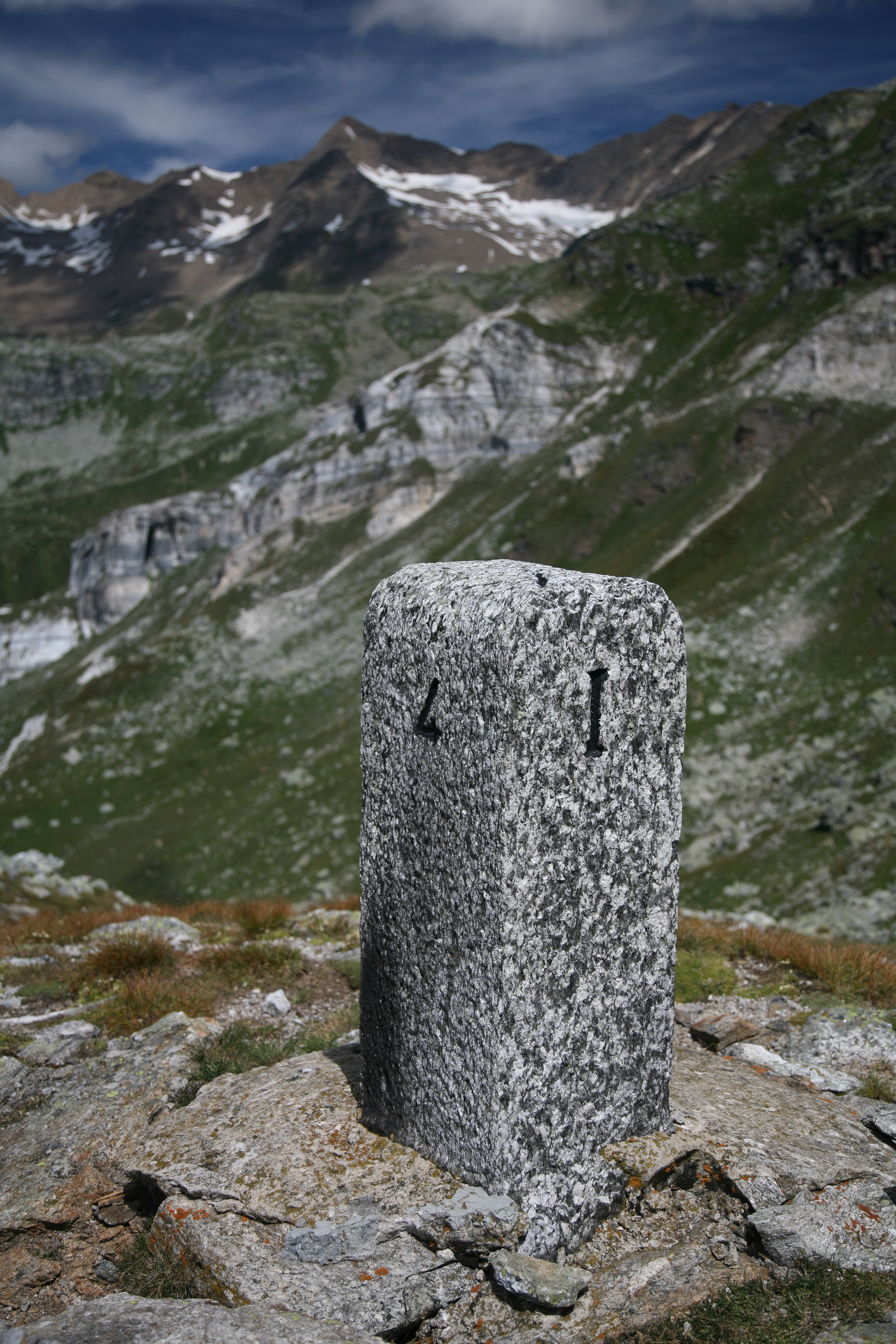
Fita fronterera entre Suïssa i Itàlia al col d'Albrun.

La frontera entre els dos països es compon de dues seccions diferenciades:
- La secció principal és una frontera internacional estàndard i corre en direcció oest/est per 698 km. Comença a la cresta occidental de Mont Dolent (3 820 m d'altitud), pel trifini format amb les fronteres franco-italiana i franco-suïssa. Finalitza en un segon trifini format per les fronteres austro-italiana i austro-suïssa.
- La segona secció inclou l'enclavament italià de Campione d'Italia, completament envoltat pel cantó suís de Ticino, al marge oriental del llac de Lugano. La seva frontera oriental es troba allunyada de la frontera estàndard per 1 km.

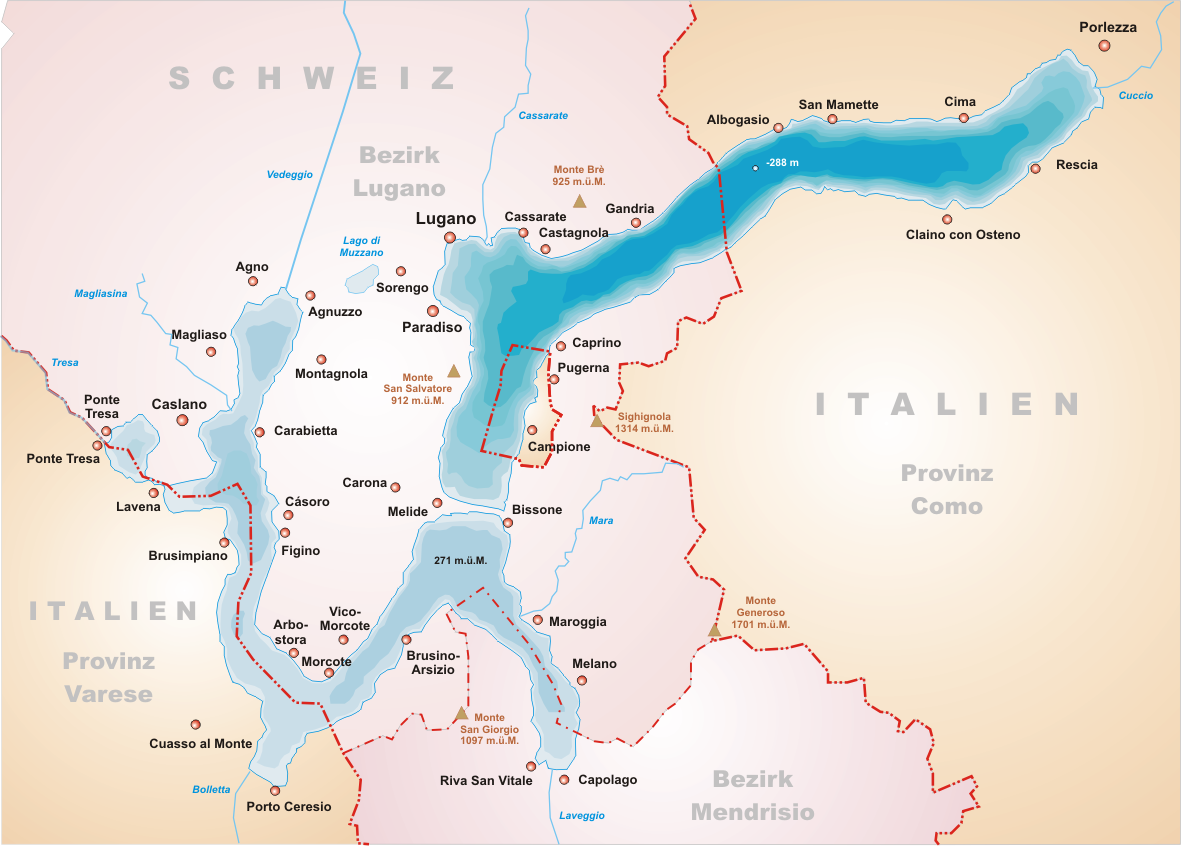
mapa del llac de Lugano mostrant la frontera i l'enclavament de Campione.

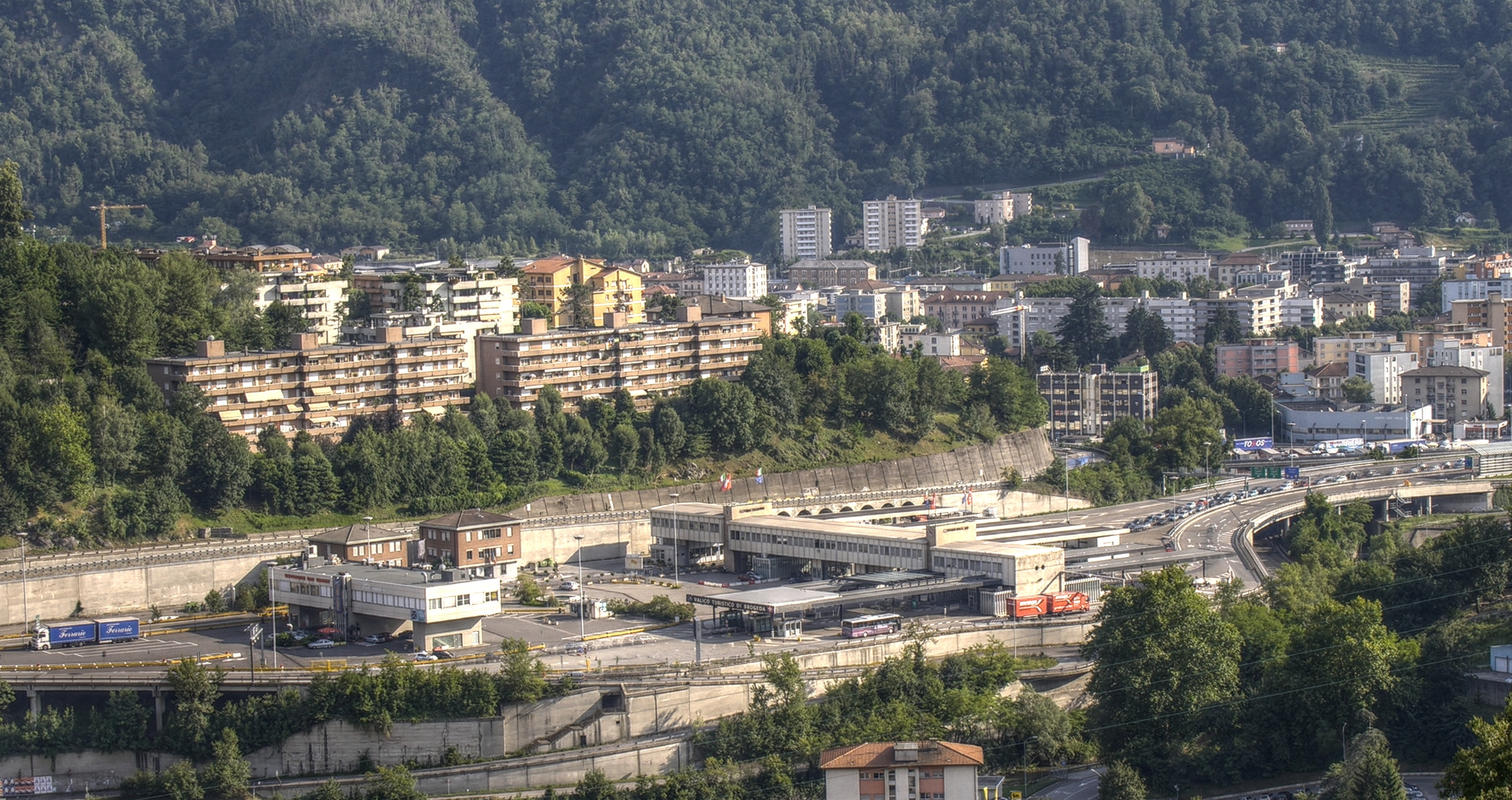
El pas fronterer a Chiasso

A l'extrem occidental, la frontera comença al trifini entre França, Itàlia i Suïssa (45° 55′ 21″ N, 07° 02′ 39″ E / 45.92250°N,7.04417°ETrifini França-Itàlia-Suïssa)). La frontera entre França i Suïssa segueix al nord-oest, la frontera entre França i Itàlia cap al sud. La intersecció de les tres fronteres es localitza lleugerament al nord-oest del cim de Mont Dolent. A l'extrem oriental, la frontera comença al trifini entre Àustria, Itàlia i Suïssa (46° 51′ 16″ N, 10° 28′ 08″ E / 46.85444°N,10.46889°E). La frontera entre Àustria i Suïssa segueix cap al nord, mentre que la frontera entre Itàlia i Àustria segueix cap a l'est. La intersecció de les tres fronteres dona lloc al Dreiländerpunkt, lleugerament al nord del cim del Piz Lad, a 2.180 m d'altitud.
Pel que fa a Campione d'Italia és una vila italiana situada al marge oriental del llac de Lugano. Forma un enclavament perquè està totalment envoltat per Suïssa. Campione forma part de la província italiana de la Como, a Llombardia, però està tancada al districte de Lugano, al Cantó de Ticino. Té una extensió de 2.6 km² i té una forma aproximadament rectangular amb longitud aproximada de 7 km.
Definit l'any 1861 pel tractat entre el Regne d'Itàlia i la Confederació Suïssa, la part terrestre està delimitada per 17 fites. Al sud, comença perpendicularment al llac i corre cap a l'est durant uns 500 m, al costat de la muntanya. Posteriorment, se situa al nord durant menys d'un quilòmetre abans de submergir-se lleugerament cap a la riba del llac que l'uneix al poble suís de Caprino i després d'haver evitat el de Pugerna. Al llac de Lugano, la frontera passa al mig del llac.

## Història
La frontera és producte del període napoleònic, establert amb la constitució provisional de la República Helvètica del 15 de gener de 1798, restaurada en 1815.
Mentre aquesta frontera existia com a frontera de Suïssa a partir de 1815, només hi havia un estat italià unificat per permetre l'existència d'una "frontera suïssa-italiana" amb la formació del Regne d'Itàlia en 1861, prèviament havia estat la frontera entre Suïssa i el Regne de Sardenya, el Regne Llombardovènet i la província de Cisleithania d'Àustria-Hongria.
Va haver-hi algunes disputes territorials després de la formació del Regne d'Itàlia, resolt a la Convenzione tra l'Italia e la Svizzera per l'accertamento della frontiera fra la Lombardia ed il Cantone dei Grigionide 1863. Altres tractats suïsso-italians sobre el curs de la frontera daten de 1873/4, 1936/7 i 1941. Des de 1946 s'ha mantingut sense canvis com la frontera entre la República Italiana i la Confederació Suïssa, a excepció de petites correccions i intercanvis de territori, com la inclusió del Lago di Lei a Suïssa a la dècada de 1950. En 2008 Suïssa esdevingué part de la zona Schengen, el que significa que els controls fronterers van ser eliminats al llarg d'aquesta frontera a partir del 12 de desembre de 2008. No obstant això, mentre els guàrdies fronterers d'ambdós països deixen passar els viatgers amb l'únic propòsit dels controls de passaports, encara poden dur a terme controls de duanes, ja que Suïssa no està a la Unió Duanera de la Unió Europea.

## Immigració il·legal
El 2016, a causa de l'augment de la immigració il·legal d'Itàlia a Suïssa relacionada amb la Crisi dels refugiats a Europa, el govern suís va establir controls més estrictes en els trens fronterers suïssos i desplegant helicòpters i patrulles de drons. El govern va rebutjar les crides a construir una tanca al llarg de la frontera. L'abril de 2017 el ministeri d'Afers Exteriors italià va cridar a l'ambaixador suís per "converses urgents" després que Suïssa decidís tancar "tres passos fronterers menors" durant l'horari nocturn.